# Ignacio Camacho
Ignacio Camacho Barnola (ur. 4 maja 1990 w Saragossie) – hiszpański piłkarz występujący na pozycji środkowego pomocnika. Od 2017 roku jest zawodnikiem VfL Wolfsburg. Jego brat Juanjo również jest zawodowym piłkarzem.

## Kariera klubowa
Ignacio Camacho od 2001 roku trenował w szkółce juniorów Realu Saragossa, skąd w 2005 roku trafił do młodzieżowej drużyny Atlético Madryt. Występował w niej do 2007 roku, kiedy to znalazł się w kadrze drugiego zespołu "Los Rojiblancos" grającego w Segunda División B. W 2008 roku Portugalczyk Maniche został wypożyczony do Interu Mediolan, a Camacho po raz pierwszy znalazł się w seniorskiej kadrze Atlético. W drużynie zadebiutował 1 marca w zwycięskim 4:2 meczu Primera División z Barceloną, kiedy to stworzył duet środkowych pomocników razem ze starszym o 4 lata Raúlem Garcíą. Za spotkanie to zebrał bardzo dobre recenzje, dzięki czemu chęć pozyskania Hiszpana wyraził trener Arsenalu Londyn – Arsène Wenger. 3 maja w zwycięskim 3:0 pojedynku przeciwko Recreativo Huelva, na dzień przed 18. urodzinami, Camacho zdobył swoją pierwszą bramkę dla Atlético.
W styczniu 2011 roku Camacho odszedł do Málagi.

### Statystyki klubowe
| Sezon   | Klub              | Kraj      | Liga               | Mecze | Bramki | Puchar Kraju | Mecze | Bramki | Rozgrywki Europy                    | Mecze | Bramki |
| ------- | ----------------- | --------- | ------------------ | ----- | ------ | ------------ | ----- | ------ | ----------------------------------- | ----- | ------ |
| 2007/08 | Atlético Madryt B | Hiszpania | Segunda División B | 12    | 0      | -            | -     | -      | -                                   | -     | -      |
| 2007/08 | Atlético Madryt   | Hiszpania | Primera División   | 11    | 2      | Puchar Króla | 1     | 0      | -                                   | -     | -      |
| 2008/09 | Atlético Madryt   | Hiszpania | Primera División   | 8     | 0      | Puchar Króla | 3     | 0      | Liga Mistrzów UEFA                  | 1     | 0      |
| 2009/10 | Atlético Madryt   | Hiszpania | Primera División   | 12    | 2      | Puchar Króla | 3     | 0      | Liga Mistrzów UEFA Liga Europy UEFA | 1 6   | 0 0    |
| 2010/11 | Atlético Madryt   | Hiszpania | Primera División   | 0     | 0      | Puchar Króla | 2     | 0      | Liga Europy UEFA                    | 2     | 0      |
| 2010/11 | Málaga CF         | Hiszpania | Primera División   | 15    | 0      | Puchar Króla | 1     | 0      | -                                   | -     | -      |
| 2011/12 | Málaga CF         | Hiszpania | Primera División   | 13    | 1      | Puchar Króla | 1     | 0      | -                                   | -     | -      |
| 2012/13 | Málaga CF         | Hiszpania | Primera División   | 33    | 2      | Puchar Króla | 4     | 1      | Liga Mistrzów UEFA                  | 11    | 0      |
| 2013/14 | Málaga CF         | Hiszpania | Primera División   | 33    | 5      | Puchar Króla | 1     | 0      | -                                   | -     | -      |
| 2014/15 | Málaga CF         | Hiszpania | Primera División   | 25    | 2      | Puchar Króla | 3     | 2      | -                                   | -     | -      |
| 2015/16 | Málaga CF         | Hiszpania | Primera División   | 23    | 2      | Puchar Króla | 1     | 0      | -                                   | -     | -      |
| 2016/17 | Málaga CF         | Hiszpania | Primera División   | 35    | 4      | -            | -     | -      | -                                   | -     | -      |

Stan na: 28 maja 2017 r.

## Kariera reprezentacyjna
W 2007 roku Camacho będąc kapitanem reprezentacji Hiszpanii do lat 17 zdobył z nią mistrzostwo Europy juniorów. Na turnieju tym hiszpański pomocnik strzelił jednego gola (w wygranym 3:1 spotkaniu z rówieśnikami z Ukrainy). W tym samym roku Hiszpanie zdobyli srebrny medal mistrzostw świata w tej samej kategorii wiekowej. W finale przegrali wówczas po rzutach karnych z Nigerią. Na obu tych imprezach Camacho został wybrany do najlepszej jedenastki mistrzostw. Od 2008 roku jest on członkiem reprezentacji do lat 21. Nie mógł wystąpił z nią jednak na Mistrzostwach Europy U-21 2009 z powodu kontuzji.